# Казімерас Степонас Шауліс
Казімерас Степонас Шауліс (лит. Kazimieras Steponas Šaulys; 28 січня 1872, Тауразький повіт — 9 травня 1964, Луґано, Швейцарія) — литовський римо-католицький священник, теолог, підписант Акта про незалежність Литви від 1918 року.
У 1895 році закінчив духовну семінарію в Каунасі, пізніше (1895—1899) був студентом Духовної академії у Петербурзі. Після повернення до Литви продовжував діяльність священника у Паневежисі. У 1917 році взяв участь у Вільнюській конференції. Через рік був одним з двадцяти підписантів Акта про незалежність Литви. Після анексії Литви Радянським Союзом емігрував до Швейцарії, де провів решту своїх років.